# سوند رلیف
سوند رلیف (انگلیسی: Sound Relief) یک کنسرت موسیقی راک با چند مکان در ۱۴ مارس ۲۰۰۹ بود که توسط فرماندار ویکتوریا، جان برامبی در ۲۴ فوریه ۲۰۰۹ اعلام شد.